# André Gerberon
André Gerberon, né le 3 décembre 1905 à Rogny-les-Sept-Écluses et mort le 20 avril 1961 à Douala, est un militaire français, Compagnon de la Libération. Exploitant agricole dans les colonies, il décide de se rallier à la France libre en 1940 et combat au Proche-Orient, en Afrique du Nord et en France. Après la guerre, il reprend ses activités agricoles en Afrique.

## Biographie

### Jeunesse et engagement
André Albert Gerberon naît le 3 décembre 1905 à Rogny-les-Sept-Écluses dans l'Yonne. Il est le fils de Jules Marie Jean Théodore Gerberon, sergent-major et Augustine Marie Louise Léontine Emilie Delaunay . Engagé par devancement de l'appel dans l'armée en 1924, il est affecté au 18e régiment d'infanterie avec lequel il part au Levant lors de la révolte des Druzes. Démobilisé avec le grade de sergent, il s'installe en 1933 au Cameroun où il devient exploitant de bois et de café,.

### Seconde Guerre mondiale
Rappelé lors de la mobilisation générale au début de la seconde guerre mondiale, André Gerberon est affecté au bataillon de tirailleurs sénégalais de l'Oubangui-Chari. Lorsque ce territoire se rallie à la France libre à la fin du mois d'août 1940, il choisit lui aussi de s'engager dans les forces françaises libres et est muté au bataillon de marche no 2 (BM2) dont il contribue à la formation. Promu sergent-chef, il prend part à la campagne de Syrie sous les ordres de Pierre-Louis Bourgoin. Après cette campagne, rapidement promu sous-lieutenant, il est détaché aux services spéciaux du Levant avant de retrouver le BM2 en décembre 1941. Promu lieutenant le 25 mars 1942, il est engagé dans la guerre du désert en Libye où il commande une section de Bren-Carrier. Se distinguant lors de la bataille de Bir Hakeim en juin 1942, André Gerberon reçoit une citation à l'ordre de l'Armée.
Affecté aux spahis, il intègre en août 1942 un groupe de reconnaissance de corps d'armée (GRCA) qui, associé à la 1re compagnie autonome de chars de combat, forme une colonne volante subordonnée à la 8e armée britannique. Le mois suivant, le GRCA devient le 1er régiment de marche de spahis marocains (1er RMSM) avec lequel Gerberon participe à la seconde bataille d'El Alamein. S'illustrant ensuite lors de la campagne de Tunisie, il est cité à l'ordre de la division. Le 1er RMSM devenant le régiment de reconnaissance de la 2e division blindée (2e DB) du général Leclerc, il part pour l'Angleterre au printemps 1944 pour débarquer sur Utah Beach en août de la même année. Au cours de la bataille de Normandie à laquelle il participe, André Bergeron reçoit une troisième citation, cette fois à l'ordre du régiment. Il suit ensuite l'avancée de la 2e DB lors de la libération de la France, participant à la libération de Paris puis à la bataille des Vosges au cours de laquelle il est blessé le 12 septembre 1944 à Houécourt. Parvenant jusqu'en Bavière avec la 2e DB, il quitte le front européen pour la Cochinchine où, au sein du corps expéditionnaire français en Extrême-Orient, il combat le Việt Minh dans les prémices de la guerre d'Indochine. À nouveau blessé en octobre 1945, il est démobilisé avec le grade de capitaine.

### Après-Guerre
Après la guerre, André Gerberon se marie en 1947 à Charenton-Le-Pont. Le couple aura trois enfants. Il retourne au Cameroun où il retrouve ses exploitations de bois et de café. André Gerberon meurt le 20 avril 1961 à Douala au Cameroun. Il est inhumé au cimetière Sud de Saint-Mandé.

## Hommages
- Sa mort, jugée suspecte pour une cause crapuleuse ou politique, est évoquée dans le roman Mort suspecte à Douala de Claude Ollivier[7]

## Citations
1. Citation à l'Ordre de l'Armée (Ordre général N°35 du 20.8.1942)[8] : "Officier de grande valeur. A montré en toutes occasions au cours des combats de Bir Hacheimsic une énergie, un calme et un sang-froid exemplaires. Les 9 et 10 juin a participé avec sa section de Bren Carriers aux contre-attaques exécutées sur le front des 5e et 6e, a aidé d'une façon efficace à la réussite de celles-ci en mettant hors de combat plusieurs engins blindés ennemis. Le 10 au soir, au cours d'une liaison faite à pied, s'est porté en avant des lignes, sous les rafales de mitrailleuses ennemies au secours d'un officier blessé. Dans la nuit du 10 au 11 juin avec ses Bren-Carriers, a secouru et sauvé, dans des circonstances difficiles de nombreux blessés."
2. Citation à l'Ordre de la division (Ordre général N°4 du 2.6.1943)[8] : "Excellent chef de peloton d'auto-canons d'un calme exemplaire au feu. Le 9 avril 1943 faisant partie d'un détachement de découverte opérant dans la région de Djebel Gambar, a réussi par l'ouverture rapide d'un tir d'une de ses auto-canons, dont il commandait personnellement le feu, à semer la panique dans une colonne ennemie, permettant ainsi à nos troupes de capturer trente prisonniers, plusieurs véhicules et un camion."
3. Citation à l'Ordre du régiment (Ordre Général N°57 du 15.9.1944)[8] : "Officier calme, très courageux et connaissant très bien le combat de reconnaissance. Le 14 aout 1944, lors de la progression sur Écouche (Normandie) assuré parfaitement la sécurité des flancs de la colonne, détruisant un personnel important et capturant de nombreux prisonniers."
4. Citation à l'Ordre de l'Armée (Décision N° 105 du 30.10.1944)[8] : "Chef de peloton courageux et manœuvrier. Pris sous le feu d'artillerie ennemie, à Longjumeau, le 24 aout 1944 et bien que deux de ses auto-mitrailleuses aient été détruites en quelques instants, a maintenu un peloton calme et en ordre. A sauvé, par son courage personnel, les équipages des deux auto-mitrailleuses détruites. A immédiatement mené le reste de son peloton au contact d'armes anti-chars qui attaquaient un autre peloton de l'escadron, prenant le commandement d'éléments épars, a pu tenir le point d'appui sud du carrefour d'Antony."
5. Citation à l'Ordre de l'Armée (Décision N°180 du 28.11.1944)[8] : "Officier plein d'allant et de calme au feu. Le 12 septembre à Houécourt, a fait preuve des plus belles qualités d'Officier de cavalerie. Après avoir neutralisé plusieurs armes automatiques, a pénétré dans le village à la tête de son peloton. A été blessé alors qu'il poursuivait l'ennemi en retraite."
6. Citation à l'Ordre de la Division (Ordre général N°88 du 21.6.1945)[8] : "Chef de peloton de tout premier ordre au feu, s'est distingué une fois de plus à Ianzell, lorsque son peloton progressait vers Berchtesgardensic, le 3 mai 1945. A réduit de nombreux nids de résistance, et a fait de nombreux prisonniers."
7. Chevalier de la Légion d'Honneur (Décret du 12.6.1943)[8] : "Officier de tout premier plan qui dès juin 1940, s'est rangé du côté du général De Gaulle pour continuer la lutte contre l'Allemagne. Le 10 juin 1942 s'est distingué à Bir Hacheimsic, a mis hors de combat plusieurs engins ennemis en les contre-attaquant avec ses Bren Carriers. Le 9 avril 1943 en Tunisie, dans la région du Djebel Gamber, a semé la panique dans une colonne ennemie. Enfin au cours de la campagne de France, a continué à faire preuve des mêmes qualités d'audace au feu et de sens de la manœuvre. Le 24 août 1944, à Longjumeau a attaqué des armes antichars qu'entravaient la marche d'éléments armés durement pris à partie. le 12 septembre 1944 à Houécourt, bien que grièvement blessé, a refusé de se faire évacuer avant d'avoir rempli entièrement sa mission."
8. Citation à l'Ordre de l'Armée (Décision N°50 J.O. du 12.3.1946 pages 1242G)[8] : "Lieutenant E.E.F.E.O Commando "Conus" Officier de réserve d'une rare valeur. Au cours de l'attaque de son commando le 15 décembre 1945, sur une forte position rebelle dans le secteur de Hiep Hoah (Cochinchine) confirme une fois de plus son calme courage et son sang froid admirable. Blessé grièvement au début de cette attaque, a continué à diriger l'action de son groupe jusqu’à ce que l'objectif assigné soit atteint."
9. Officier de la Légion d'Honneur (Décret du 27.11.1946 - J.O. du 19.12.1946 Pagination spéciale 1643 G)[8] : "Officier de réserve d'une grande valeur. Bien que libérable et souffrant d'une blessure contractée au cours de la campagne d'Alsace, s'est engagé dans un commando du Corps Expéditionnaire d'Extrême Orient. Blessé grièvement lors d'une attaque sur une forte position ennemie dans le secteur de Hiep Hoah (Cochinchine), le 15 décembre 1945, a continué à diriger l'action de son groupe jusqu’à ce que l'objectif assigné soit atteint. Chevalier du 12 juin 1945."

## Décorations
|  |  |  |  |  |  |
|  |  |  |  |  |  |
|  |  |  |  |  |  |
|  |  |  |  |  |  |

| Officier de la Légion d'honneur                                                                             | Officier de la Légion d'honneur                                                                             | Officier de la Légion d'honneur                                                                             | Compagnon de la Libération Par décret du 29 décembre 1944 | Compagnon de la Libération Par décret du 29 décembre 1944 | Compagnon de la Libération Par décret du 29 décembre 1944 | Croix de guerre 1939-1945 Avec cinq palmes, deux étoiles d'argent et une étoile de bronze | Croix de guerre 1939-1945 Avec cinq palmes, deux étoiles d'argent et une étoile de bronze | Croix de guerre 1939-1945 Avec cinq palmes, deux étoiles d'argent et une étoile de bronze |
| Croix de guerre des Théâtres d'opérations extérieurs Avec une étoile d'argent                               | Croix de guerre des Théâtres d'opérations extérieurs Avec une étoile d'argent                               | Croix de guerre des Théâtres d'opérations extérieurs Avec une étoile d'argent                               | Médaille des blessés de guerre                            | Médaille des blessés de guerre                            | Médaille des blessés de guerre                            | Chevalier de l'Ordre du Mérite agricole                                                   | Chevalier de l'Ordre du Mérite agricole                                                   | Chevalier de l'Ordre du Mérite agricole                                                   |
| Médaille coloniale Avec agrafes "Libye", "Érythrée", "Bir Hakeim", "Tripolitaine", "Tunisie" et "Indochine" | Médaille coloniale Avec agrafes "Libye", "Érythrée", "Bir Hakeim", "Tripolitaine", "Tunisie" et "Indochine" | Médaille coloniale Avec agrafes "Libye", "Érythrée", "Bir Hakeim", "Tripolitaine", "Tunisie" et "Indochine" | Médaille commémorative de Syrie-Cilicie                   | Médaille commémorative de Syrie-Cilicie                   | Médaille commémorative de Syrie-Cilicie                   | Distinguished Service Cross (Royaume-Uni)                                                 | Distinguished Service Cross (Royaume-Uni)                                                 | Distinguished Service Cross (Royaume-Uni)                                                 |
| Ordre du Mérite civil (Syrie)                                                                               | | |                                                           |                                                           |                                                           |                                                                                           |                                                                                           |                                                                                           |